# Umberto Mozzato
Pour les articles homonymes, voir Mozzato.
Umberto Mozzato (né le 28 août 1879 à Bologne et mort le 6 novembre 1947 à Turin) est un réalisateur et acteur italien.

## Biographie
Umberto Mozzato fut en 1910 le metteur en scène de la petite et éphémère compagnie de production turinoise Navone Film. Il y interprétait également le rôle comique de Ravioli.

## Filmographie partielle

### Comme acteur
- 1908 : Les Derniers Jours de Pompéi (Gli ultimi giorni di Pompei), de Luigi Maggi et Arturo Ambrosio
- 1914 : Cabiria (Cabiria), de Giovanni Pastrone

### Comme réalisateur
- 1910 : Noble sacrifice (Nobile sacrificio)
- 1910 : Monsieur Ravioli